# Atriplex vesicaria
Atriplex vesicaria es una especie de planta perenne perteneciente a la familia de las amarantáceas.  Es originaria de Australia.

## Descripción
Crece como un arbusto erecto o expandido de hasta un metro de altura. Las hojas son de forma oval, de 5 a 25 milímetros de largo, y de 3 a 15 milímetros de ancho.

## Distribución y hábitat
Se produce en las zonas áridas y semiáridas en el sur de Australia, que crece en las dunas costeras, salinas, lagos salados, llanuras de arena y cantos de piedra caliza.

## Taxonomía
Atriplex vesicaria fue descrita por  Heward ex Benth. y publicado en Flora Australiensis: a description. .. 5: 172. 1870.
Etimología
Atriplex: nombre genérico latino con el que se conoce a la planta.
vesicaria: epíteto latino  que significa "con vejigas.
Variedades
- Atriplex vesicaria subsp. appendiculata (Benth.) Parr-Sm.
- Atriplex vesicaria subsp. minor (Aellen) Parr-Sm.

Sinonimia
- Atriplex paludosa var. obovata Moq.
- Pachypharynx neglecta Aellen[6]